# Euphorbia buchtormensis
Euphorbia buchtormensis är en törelväxtart som beskrevs av Carl Anton von Meyer och Carl Friedrich von Ledebour. Euphorbia buchtormensis ingår i släktet törlar, och familjen törelväxter. Inga underarter finns listade i Catalogue of Life.